# Olympische Sommerspiele 1960/Leichtathletik – 5000 m (Männer)
Der 5000-Meter-Lauf der Männer bei den Olympischen Spielen 1960 in Rom wurde am 31. August und 2. September 1960 im Stadio Olimpico ausgetragen. 48 Athleten nahmen teil.
Olympiasieger wurde der Neuseeländer Murray Halberg. Er gewann vor dem Deutschen Hans Grodotzki und dem Polen Kazimierz Zimny.
Neben Hans Grotdotzki qualifizierten sich auch die Deutschen Friedrich Janke und Horst Flosbach für den Finallauf. Hier wurde Janke Vierter, Flosbach belegte Rang acht. Läufer aus Österreich und der Schweiz nahmen nicht teil.

## Bestehende Rekorde
| Weltrekord         | 13:35,0 min | Wolodymyr Kuz ( Sowjetunion) | Rom, Italien                    | 13. Oktober 1957  |
| Olympischer Rekord | 13:39,6 min | Wolodymyr Kuz ( Sowjetunion) | Finale OS Melbourne, Australien | 28. November 1956 |

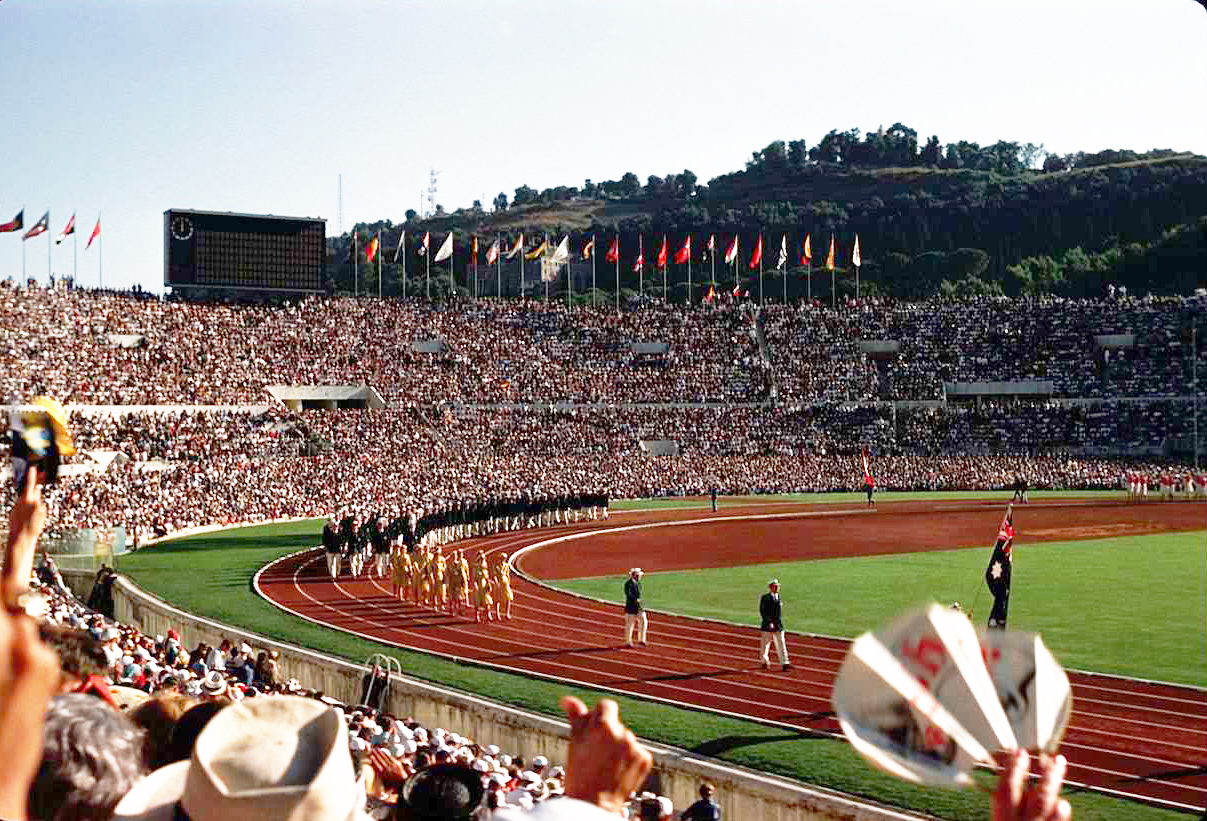
Das Olympiastadion während der Eröffnungsfeier

Der bestehende olympische Rekord wurde hier in Rom nicht erreicht. Olympiasieger Murray Halberg verfehlte ihn im schnellsten Rennen, dem Finale, um 3,8 Sekunden. Zum Weltrekord fehlten Halberg 8,4 Sekunden.

## Durchführung des Wettbewerbs
48 Wettbewerber traten am 31. August zu vier Vorläufen an. Aus den Vorläufen erreichten die jeweils drei Laufbesten – hellblau unterlegt – das Finale am 2. September.

## Zeitplan
31. August, 17.40 Uhr: Vorläufe
2. September, 17:10 Uhr: Finale

## Vorläufe
Datum: 31. August, ab 17:40 Uhr

### Vorlauf 1

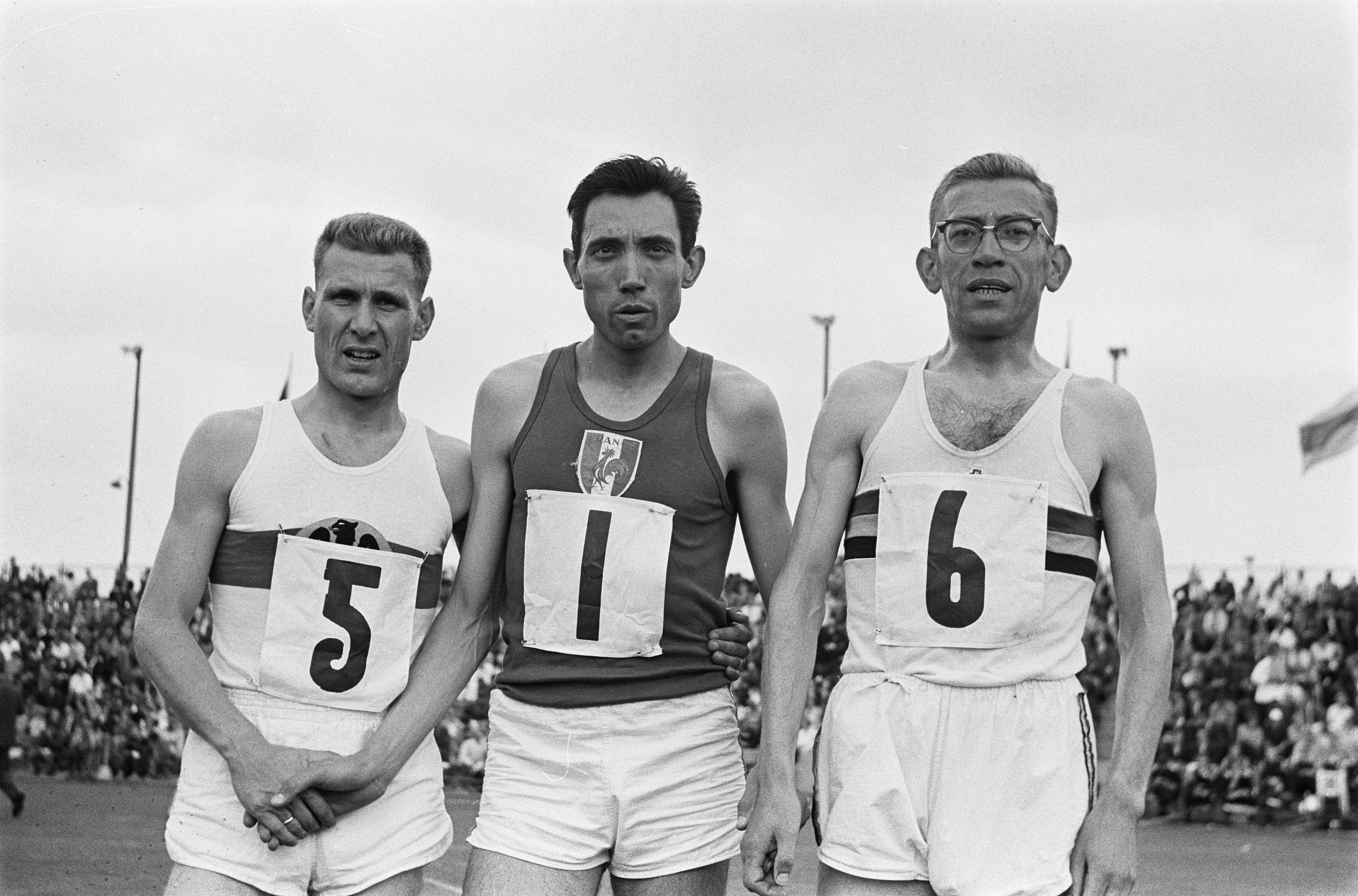
Hedwig Leenaert (rechts, im Jahr 1963) – ausgeschieden als Sechster des ersten Vorlaufs

| Platz | Name             | Nation         | Offizielle Zeit handgestoppt | Inoffizielle Zeit elektronisch |
| ----- | ---------------- | -------------- | ---------------------------- | ------------------------------ |
| 1     | Hans Grodotzki   | Deutschland    | 14:01,2 min                  | 14:01,29 min                   |
| 2     | Luigi Conti      | Italien        | 14:01,6 min                  | 14:01,55 min                   |
| 3     | Nyandika Maiyoro | Kenia          | 14:06,0 min                  | 14:06,29 min                   |
| 4     | Juri Sacharow    | Sowjetunion    | 14:10,2 min                  | 14:10,41 min                   |
| 5     | Reijo Höykinpuro | Finnland       | 14:21,8 min                  | 14:21,92 min                   |
| 6     | Hedwig Leenaert  | Belgien        | 14:24,6 min                  | 14:25,81 min                   |
| 7     | Frank Salvat     | Großbritannien | 14:33,2 min                  | 14:33,64 min                   |
| 8     | Gebru Merawi     | Äthiopien      | 14:40,8 min                  | 14:41,22 min                   |
| 9     | Jim Beatty       | USA            | 14:43,8 min                  | 14:44,40 min                   |
| 10    | Michael Hoey     | Irland         | 15:00,0 min                  | 15:00,52 min                   |
| 11    | Kassim Mukhtar   | Irak           | 15:00,6 min                  | 15:00,97 min                   |
| DNF   | José Aceituno    | Chile          |                              |                                |
| DNF   | Béla Székeres    | Ungarn         |                              |                                |

### Vorlauf 2
| Platz | Name               | Nation      | Offizielle Zeit handgestoppt | Inoffizielle Zeit elektronisch |
| ----- | ------------------ | ----------- | ---------------------------- | ------------------------------ |
| 1     | Horst Flosbach     | Deutschland | 14:08,4 min                  | 14:09,25 min                   |
| 2     | Sándor Iharos      | Ungarn      | 14:08,6 min                  | 14:09,38 min                   |
| 3     | Alexander Artynjuk | Sowjetunion | 14:09,4 min                  | 14:09,92 min                   |
| 4     | Allan Lawrence     | Australien  | 14:10,0 min                  | 14:10,71 min                   |
| 5     | Hamoud Ameur       | Frankreich  | 14:14,0 min                  | 14:14:17 min                   |
| 6     | Manuel de Oliveira | Portugal    | 14:15,6 min                  | 3:46,99 min                    |
| 7     | Doug Kyle          | Kanada      | 14:25,0 min                  | 14:25,36 min                   |
| 8     | Marian Jochman     | Polen       | 14:30,8 min                  | 14:31,29 min                   |
| 9     | José Molíns        | Spanien     | 14:31,2 min                  | k. A.                          |
| 10    | Mohamed Saïd       | Marokko     | 14:53,6 min                  | k. A.                          |
| 11    | Ranjit Bhatia      | Indien      | 15:06,6 min                  | k. A.                          |
| DNS   | O. Eno Alio        | Somalia     |                              |                                |

### Vorlauf 3

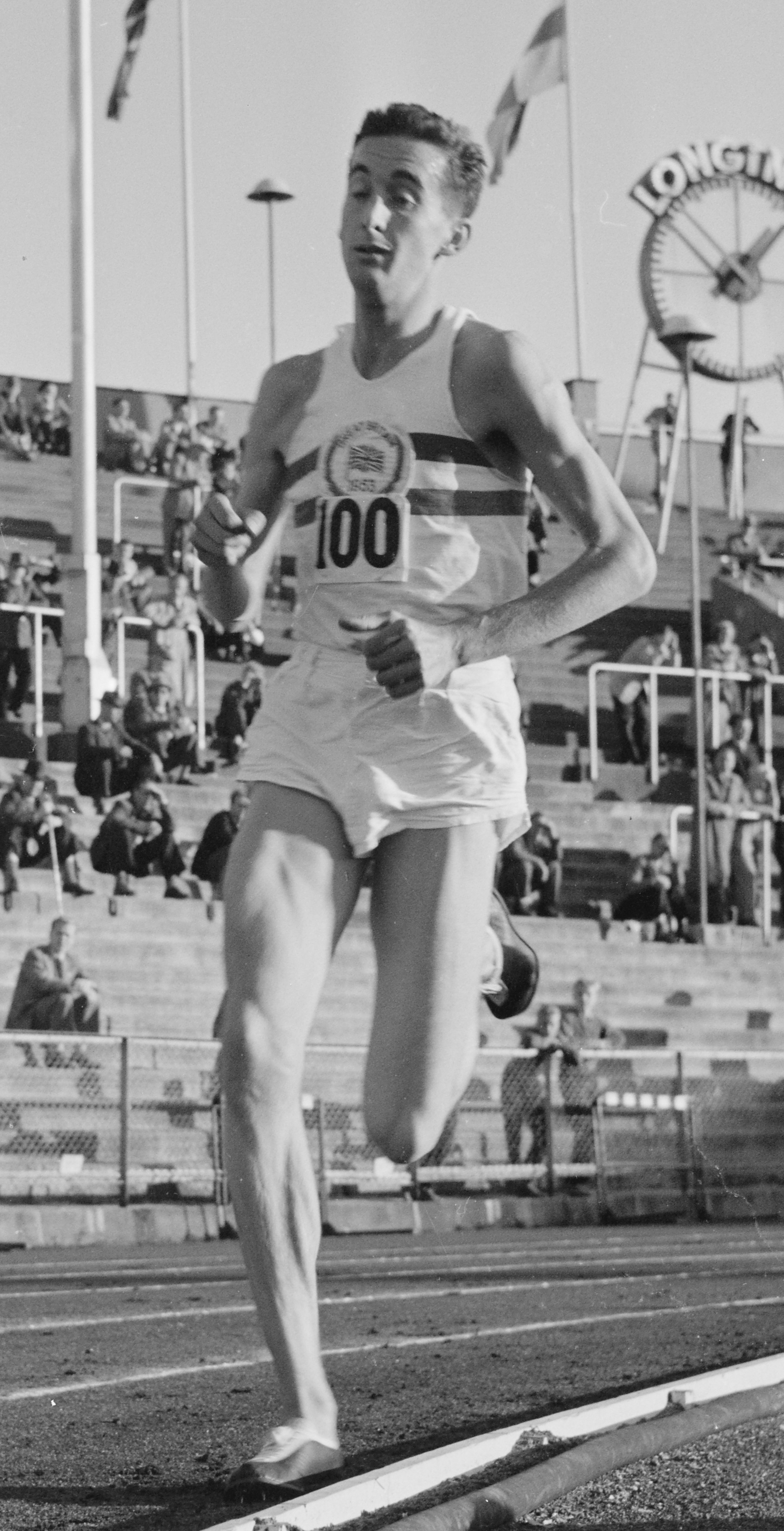
Gordon Pirie – Silbermedaillengewinner von 1956 – schied als Achter des dritten Vorlaufs aus

| Platz | Name              | Nation           | Offizielle Zeit handgestoppt | Inoffizielle Zeit elektronisch |
| ----- | ----------------- | ---------------- | ---------------------------- | ------------------------------ |
| 1     | Friedrich Janke   | Deutschland      | 14:04,4 min                  | 14:02,58 min                   |
| 2     | Michel Bernard    | Frankreich       | 14:04,6 min                  | 14:04,82 min                   |
| 3     | Albie Thomas      | Australien       | 14:06,2 min                  | 14:06,27 min                   |
| 4     | Bill Dellinger    | USA              | 14:08,6 min                  | 14:08,72 min                   |
| 5     | Boris Jefimow     | Sowjetunion      | 14:14,6 min                  | 14:14,68 min                   |
| 6     | Simo Saloranta    | Finnland         | 14:15,2 min                  | 14:15,35 min                   |
| 7     | Jaroslav Bohatý   | Tschechoslowakei | 14:30,0 min                  | 14:30,34 min                   |
| 8     | Gordon Pirie      | Großbritannien   | 14:43,6 min                  | k. A.                          |
| 9     | Christos Chiotis  | Griechenland     | 15:01,2 min                  | k. A.                          |
| 10    | Cyprian Tseriwa   | Südrhodesien     | 15:02,8 min                  | k. A.                          |
| 11    | Somnuek Srisombat | Thailand         | 15:32,6 min                  | k. A.                          |

### Vorlauf 4

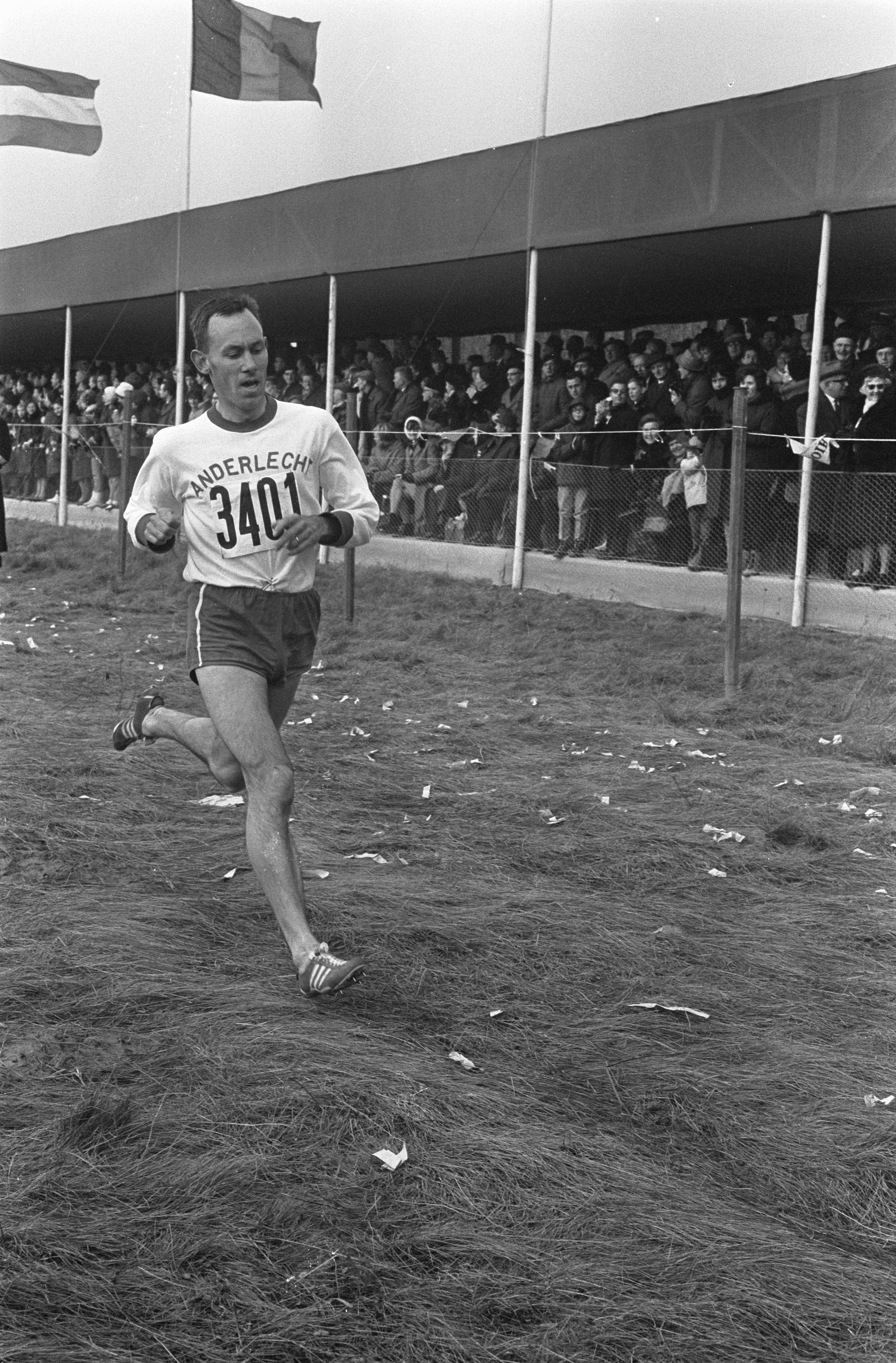
Eugène Allonsius – ausgeschieden als Sechster des vierten Vorlaufs

| Platz | Name                  | Nation           | Offizielle Zeit handgestoppt | Inoffizielle Zeit elektronisch |
| ----- | --------------------- | ---------------- | ---------------------------- | ------------------------------ |
| 1     | Dave Power            | Australien       | 14:03,6 min                  | 14:03,31 min                   |
| 2     | Murray Halberg        | Neuseeland       | 14:03,8 min                  | 14:04,28 min                   |
| 3     | Kazimierz Zimny       | Polen            | 14:07,4 min                  | 14:07,75 min                   |
| 4     | Bruce Tulloh          | Großbritannien   | 14:17,2 min                  | 14:17,30 min                   |
| 5     | Miroslav Jurek        | Tschechoslowakei | 14:31,4 min                  | 14:31,53 min                   |
| 6     | Eugène Allonsius      | Belgien          | 14:36,8 min                  | 14:37,20 min                   |
| 7     | Bob Soth              | USA              | 14:40,4 min                  | 14:40,85 min                   |
| 8     | Miklós Szabó          | Ungarn           | 14:51,6 min                  | 14:51,99 min                   |
| 9     | Andrei Barabaș        | Rumänien         | 15:11,2 min                  | k. A.                          |
| 10    | Muharrem Dalkılıç     | Türkei           | 15:13,6 min                  | k. A.                          |
| 11    | Jean Aniset           | Luxemburg        | 15:17,0 min                  | k. A.                          |
| 12    | Mubarak Shah          | Pakistan         | 15:43,0 min                  | k. A.                          |
| 13    | George De Peana       | Britisch-Guayana | 15:54,2 min                  | k. A.                          |
| DNS   | Zdzisław Krzyszkowiak | Polen            |                              |                                |

## Finale
Datum: 2. September, 17:10 Uhr
| Platz | Name               | Nation      | Offizielle Zeit handgestoppt | Inoffizielle Zeit elektronisch |
| ----- | ------------------ | ----------- | ---------------------------- | ------------------------------ |
| 1     | Murray Halberg     | Neuseeland  | 13:43,4 min                  | 13:43,76 min                   |
| 2     | Hans Grodotzki     | Deutschland | 13:44,6 min                  | 13:45,01 min                   |
| 3     | Kazimierz Zimny    | Polen       | 13:44,8 min                  | 13:45,09 min                   |
| 4     | Friedrich Janke    | Deutschland | 13:46,8 min                  | 13:47,14 min                   |
| 5     | Dave Power         | Australien  | 13:51,8 min                  | 13:52,38 min                   |
| 6     | Nyandika Maiyoro   | Kenia       | 13:52,8 min                  | 13:53,25 min                   |
| 7     | Michel Bernard     | Frankreich  | 14:04,2 min                  | 14:04,68 min                   |
| 8     | Horst Flosbach     | Deutschland | 14:06,6 min                  | 14:07,03 min                   |
| 9     | Alexander Artynjuk | Sowjetunion | 14:08,0 min                  | 14:08,45 min                   |
| 10    | Sándor Iharos      | Ungarn      | 14:11,4 min                  | 14:11,91 min                   |
| 11    | Albie Thomas       | Australien  | 14:20,4 min                  | 14:20,88 min                   |
| 12    | Luigi Conti        | Italien     | 14:34,0 min                  | 14:34,45 min                   |

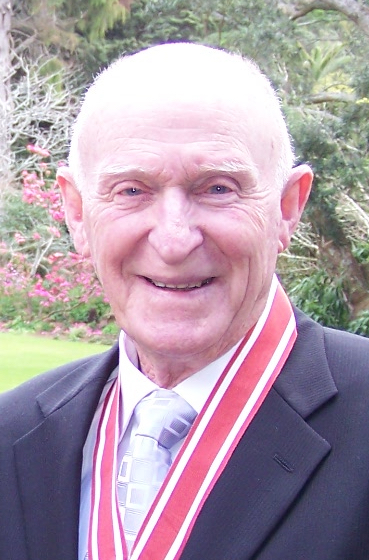
Murray Halberg – Olympiasieger nach einer Alleinflucht über mehr als einen Kilometer

Ein klarer Favorit war nicht vorhanden. Das Feld blieb lange eng beisammen. Drei Runden vor Schluss setzte sich der Neuseeländer Murray Halberg an die Spitze und verschärfte das Tempo derart, dass er innerhalb einer Runde einen Vorsprung von etwa 25 Metern herauslaufen konnte. Vor der letzten Runde betrug der Vorsprung auf den Deutschen Hans Grodotzki immer noch knapp zwanzig Meter. Doch die beiden extrem schnellen Runden hatten Halberg erschöpft. Grodotzki und hinter ihm der Pole Kazimierz Zimny kamen auf den letzten vierhundert Metern immer näher an den Neuseeländer heran. Aber Halberg kämpfte verbissen und konnte die Goldmedaille mit acht Metern Vorsprung retten. Grodotzki gewann hier die erste seiner beiden Silbermedaillen, die zweite folgte eine knappe Woche später über 10.000 Meter. Zimny wurde Dritter vor dem Deutschen Friedrich Janke.
Murray Halberg errang die erste Medaille und gleichzeitig den ersten Olympiasieg Neuseelands in dieser Disziplin.

Kazimierz Zimny gewann die erste polnische Medaille über 5000 Meter.
Für den neuseeländischen Trainer Arthur Lydiard war dieser 2. September ein großer Tag. Zuerst wurde sein Schützling Peter Snell Olympiasieger über 800 Meter und kurze Zeit später gewann sein Schüler Murray Halberg nun das Rennen über 5000 Meter.

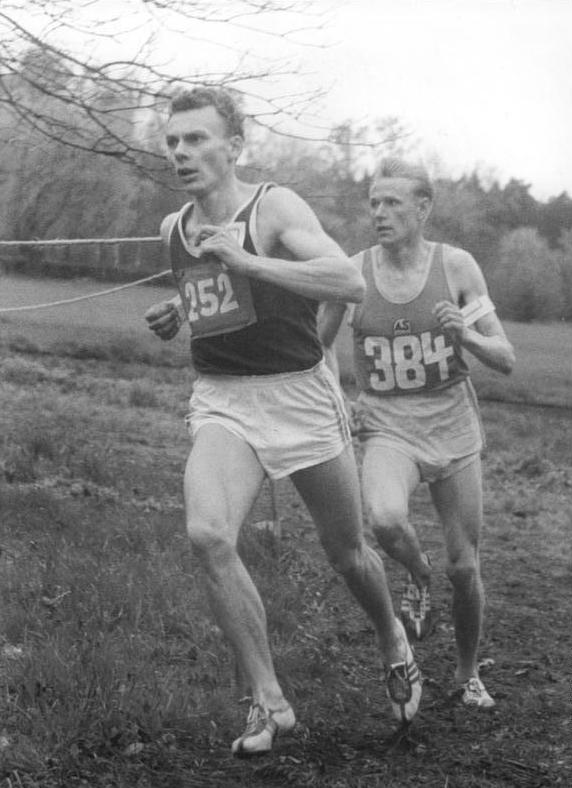
Wie sechs Tage später über 10.000 Meter wurde Hans Grodotzki (auf dem Foto bei einem Waldlauf im Jahr 1959) Olympiazweiter
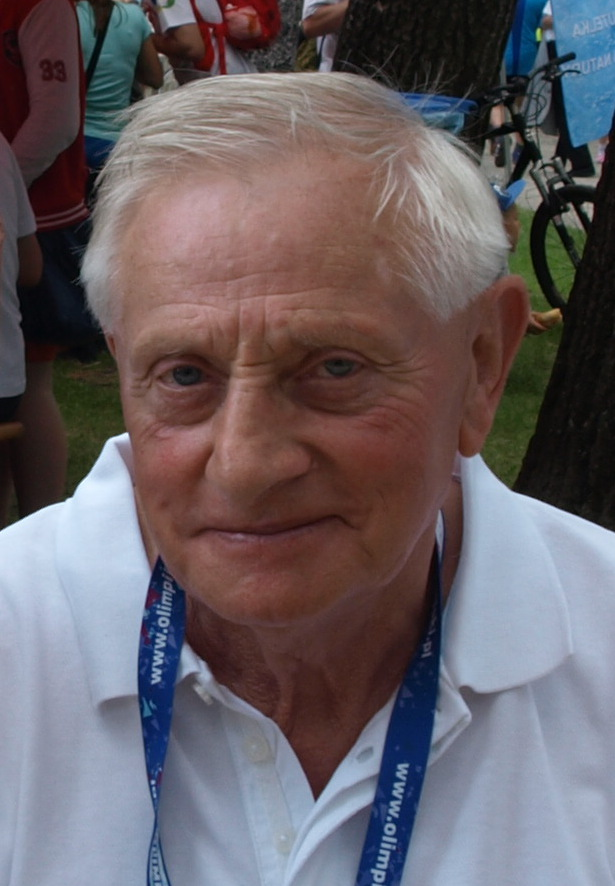
Bronzemedaillengewinner Kazimierz Zimny
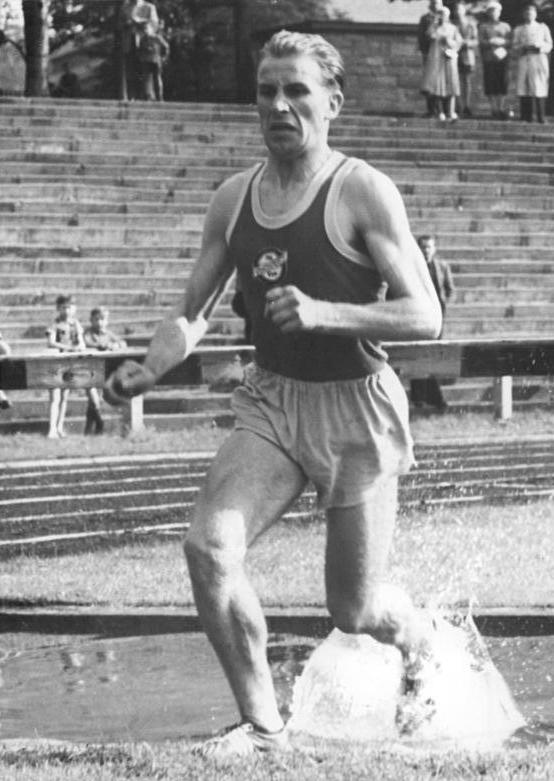
Friedrich Janke (bei einem Hindernislauf im Jahr 1956) erreichte Platz vier
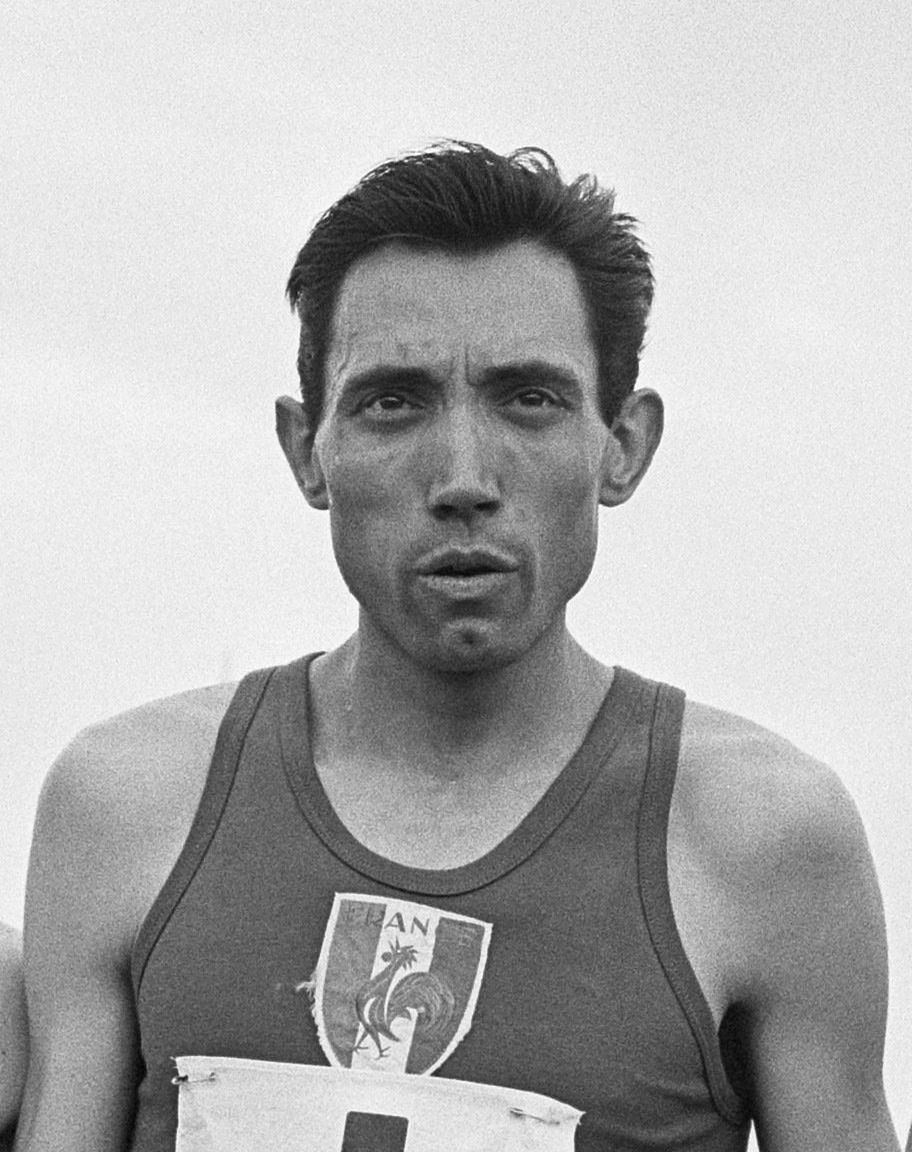
Michel Bernard belegte wie vier Tage später über 1500 Meter Rang sieben

## Video
- Murray Halberg wins 5000m Track Gold, Rome 1960, youtube.com, abgerufen am 11. Oktober 2017